# Hake (ytmått)
Hake var ett ytmått i östersjöprovinserna, ursprungligen ett så stort jordområde (hakeland), som kunde skötas av en bonde med ett par oxar, sedermera så mycket jord, att en bonde (hakebonde) därpå kunde vara fullsutten. Under 1500-1700-talen bodde vanligen flera bönder på en hake. I början av 1900-talet var en hake ett jordområde, som lämnade 500 rubel i avkastning.